# Colwellia hornerae
Espèce
Colwellia hornerae est une des espèces du genre bactérien Colwellia. Cette espèce est formée de bacilles à Gram négatif de la famille des Colwelliaceae. Ces bactéries marines psychrophiles font partie du phylum des Pseudomonadota.

## Historique
Colwellia hornerae a été décrite en 1998 en même temps que trois autres espèces du genre Colwellia, Colwellia demingiae, Colwellia rossensis et Colwellia psychrotropica, toutes les quatre isolées à partir de prélèvements d'eaux de l'Antarctique.

## Taxonomie
Le nom correct complet (avec auteur) de ce taxon est Colwellia hornerae Bowman et al. 1998.

### Étymologie
L'étymologie de cette espèce est la suivante : hor’ner.ae N.L. gen. fem. n. hornerae, de Horner, Nommé en l'honneur de Rita Horner, une microbiologiste américaine qui été pionnière dans le microbiote des glaces marines,.

### Phylogénie
La comparaison des séquences de l'ARNr 16S de la souche ICP035 (=ACAM 607) et de celles des autres souches de Colwellia, a montré une homologie d'environ 95,1 % à 97,8 %. L'analyse phylogénique confirme la proximité de cette souche et des autres Colwellia mais elle se retrouve être la souche la plus éloignée des autres Colwellia. Cette même analyse phylogénique montre que les genres les plus proches sont les genres Pseudoalteromonas et Alteromonas. Tout comme ces deux genres et les autres Colwellia, l'espèce Colwellia hornerae est classée parmi les Gammaproteobacteria et les Protéobactéries à cette date 1998. La famille Colwelliaceae décrite ensuite en 2004 a permis de regrouper dans une même famille les genres Colwellia et Thalassomonas du fait de l'homologie de leurs séquences nucléotidiques en ARNr 16S. En 2005, lors de la description de l'ordre Alteromonadales dans le Bergey's Manual, la famille Alteromonadaceae y est intégrée comme unique famille de cet ordre et contenant entre autres les Colwellia. La même année dans la liste des nouveaux noms n°106, les Colwellia sont séparées de cette famille et intégrée dans celle des Colwelliaceae.

## Description
Lors de sa description de 1998, L'espèce C. hornarae est décrite comme une espèce de bactéries à Gram négatif avec des bacilles à morphologie incurvée et mobiles. Parfois des bactéries plus sphériques peuvent apparaître. La majeure partie des bactéries de cette famille sont des chimioorganotrophes anaérobies facultatifs nécessitant des ions sodium pour leur croissance,.
La souche type de cette espèce est la souche IC035 identifiée dans différentes banques de cultures bactériennes sous les identifiants ACAM 607 ou CIP 105821.

## Habitat
Tout plusieurs autres Colwellia, l'espèce C. hornarae est une bactérie psychrophile marine. Elle a par ailleurs été isolée dans l'Ellis Fjord (en) en Antarctique.